# Parantropora penelope
Parantropora penelope är en mossdjursart som beskrevs av Tilbrook 1998. Parantropora penelope ingår i släktet Parantropora och familjen Antroporidae. Inga underarter finns listade i Catalogue of Life.